# Maldonado

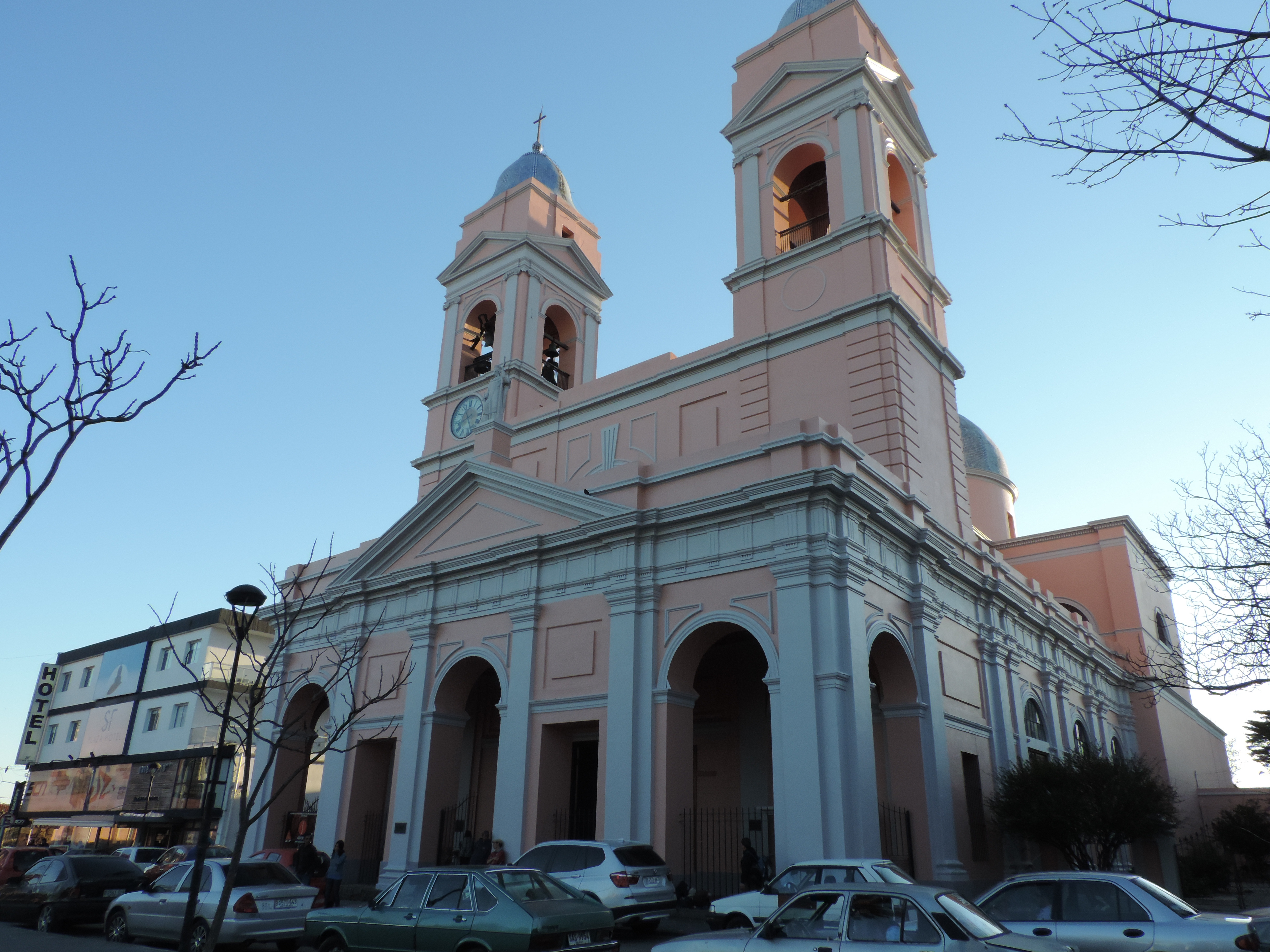
Catedral de la ciudad de Maldonado.

Maldonado es una ciudad de Uruguay, capital del departamento de Maldonado y sede del municipio homónimo. Su nombre oficial, desde sus comienzos es San Fernando de Maldonado, el cual le da a sus habitantes el gentilicio de fernandinos. Actualmente se encuentra conurbada con la ciudad de Punta del Este y de forma parcial está vinculada a la ciudad de San Carlos. Entre estas tres ciudades, y nuevas urbanizaciones como La Capuera y el Balneario Buenos Aires, conforman un área de 135 399 habitantes conocida como Conurbación Maldonado-Punta del Este.El Conurbano de Maldonado superó los 200 000 habitantes en 2023, según el censo de población del INE del Uruguay.

## Ubicación
La ciudad de Maldonado se encuentra localizada en la zona sur del departamento homónimo, en las costas del arroyo Maldonado, próximo a la desembocadura de este arroyo en el océano Atlántico.

## Historia
El origen del nombre se remonta a enero de 1530 cuando el navegante italiano al servicio de España Sebastián Gaboto partió definitivamente hacia Castilla, dejando en la actual bahía de Maldonado al teniente alguacil de la nave capitana Santa María del Espinar, Francisco Maldonado.
Luego del Tratado de Madrid, cuando se comenzaron a colocar los marcos que dividían las posesiones españolas y portuguesas en esta región de América, el gobernador militar montevideano José Joaquín de Viana, sugirió al Rey la conveniencia de fundar dos poblaciones, una en Maldonado y la otra en Minas. Al no recibir una respuesta por parte del soberano español, Viana decidió marchar con unas pocas familias en agosto de 1755, hacia el paraje de Maldonado, en las cercanías de Portezuelo y con el puerto a la vista, dio principio a la fundación de Maldonado. Posteriormente Viana abandonó la población, dejándoles a los habitantes las herramientas y animales necesarios para su sustento.
A su regreso, veinte meses más tarde, Viana trajo consigo siete familias de indígenas de las Misiones y las incorporó al joven asentamiento para acrecentar su población. Además al retornar, se llevó a cabo el traslado de la población a su emplazamiento actual. Posteriormente el virrey Cevallos, en campaña contra los portugueses, estableció en la joven población su cuartel general, entre los años 1777 y 1778.
En mayo de 1783, cuando la población había crecido y había aumentado también el número de estancias, los pobladores otorgaron un poder a Don Luis Estremera (un vecino del lugar) para que gestionara la creación de un Cabildo, dando así principio a la fundación jurídica de la ciudad, a 25 años de haberla establecido Viana. Luego de varios años de intentos, el 14 de marzo de 1787 se realizó una elección que fue aprobada el día 22 del mismo mes y, de esta forma, el Cabildo de Maldonado quedó elegido y la Villa de Maldonado se convirtió en la ciudad de San Fernando de Maldonado.

El historiador Pérez Montero se preguntó, entonces, cuál es la fecha de fundación de la ciudad de Maldonadoː si es en 1755, cuando Viana llegó por primera vez a esos lugares y estableció el puesto con las familias traídas de Montevideo; si es a fines de septiembre de 1757, cuando Viana, después de la segunda Campaña de Misiones, volvió a Maldonado con un núcleo de familias que trajo de allí, para que se establecieran junto con las primeras que llegaron en 1755; o si es el 22 de marzo de 1787, fecha de la fundación jurídica de la ciudad. Su respuesta fueː
Me inclino a considerar que la fecha de fundación de la Ciudad de Maldonado, es la que corresponde al momento en que el Gobernador Don José Joaquín de Viana, se instala en el mismo lugar donde hoy se halla la Ciudad de Maldonado, y hace el repartimiento de "terrenos para fabricar casas" a las familias que había traído dos años antes junto con las que habían venido con él de las Misiones, es decir a fines de 1757.

## Población
Según el censo del año 2011, incluyendo las localidades conurbadas, la ciudad cuenta con una población permanente de 86782 habitantes. La población de Maldonado ciudad superó los 102 000 habitantes en mayo de 2023 (fuente: INE/censo de población de 2023). El área metropolitana de Maldonado supera los 200 000 habitantes en 2023 (censo del Uruguay/INE).
| 4421          | 14 744 | 23 409 | 38 184 | 59 570 | 71 736 | 86 782 | 102 000 |
| (Fuente: INE) |        |        |        |        |        |        |         |

## Transporte

### Transporte urbano
La ciudad de Maldonado cuenta con un servicio de transporte urbano de pasajeros, el cual consta de varias líneas de ómnibus. Estas líneas unen los diferentes barrios de Maldonado y a la propia ciudad con las ciudades de Punta del Este, San Carlos y los balnearios adyacentes. Las empresas que brindan este servicio son Codesa, Guscapar, Maldonado Turismo y Micro Ltda.

### Líneas
- L1 (San Carlos - Punta del Este)
- L3 (Circular Maldonado)
- L5 (San Carlos - La Barra)
- L7/24 (San Carlos - Punta del Este)
- L8 (Punta del Este - Piriápolis)
- L9/12 (Maldonado - Punta del Este)
- L14 (Maldonado - José Ignacio)
- L15 (Maldonado - Balneario Buenos Aires)
- L16 (Maldonado - Balneario Buenos Aires)
- L17 (Maldonado - Punta del Este)
- L17/19 (Maldonado - Punta del Este)
- L19 (Maldonado - Punta del Este)
- L18 (Pueblo Solís - Punta del Este)
- L20 (Punta del Este - Pan de Azúcar)
- L22 (Punta del Este - Manantiales)
- L24 (San Carlos - Punta del Este x Vialidad)
- L24 (San Carlos - Punta del Este x Agencia)
- L27 (Pan de Azúcar - Piriápolis)
- L24/34 (Piriápolis - Dos Puentes)
- L28 (Pan de Azúcar - San Carlos)
- L30/32 (Casa Pueblo - Canteras)
- L34 (Piriápolis - Pan de Azúcar)
- L35 (San Carlos - José Ignacio)
- L45 (El Chorro - José Ignacio)
- L55 (Maldonado - Balneario Buenos Aires)
- L61 (Terminal Maldonado - La Capuera)
- L42 (Punta del Este - Faro José Ignacio)
- L48 (Hipódromo - Hospital ) Local Maldonado
- L49 (Ag Maldonado - Lausana) Local Maldonado
- L50 (Ag Maldonado - Lausana) Local Maldonado)
- L51 (Local Maldonado)
- L52 (Maldonado - Punta del Este)
- L62 (Maldonado - La Capuera)
- L80 (Local San Carlos)
- L100 (Maldonado - Piriápolis)
- L100G (Maldonado - Piriápolis)
- LD (San Carlos - Punta del Este)

### Servicio de ómnibus departamental e interdepartamental
La ciudad se conecta con varias ciudades vecinas y con Montevideo a través de servicios regulares de buses, que parten y arriban a la terminal de ómnibus.
Entre los servicios interdepartamentales de buses se destacan los destinos de: Montevideo, brindado por las compañías COT,Turismar y COPSA; Minas, realizado por la empresa Bruno; Florida y Durazno, brindado por la empresa Turismar; Rocha y Treinta y Tres, servicios realizados por las empresas Tur-Este y Emtur; Colonia por la empresa Tab SRL; Paysandú por la empresa Copay; Rivera por las empresas Nossar y Agencia Central y Salto, por las empresas Turismar y Chadre.

### Carreteras
- Ruta 39: conecta a la ciudad de Maldonado con San Carlos, la ruta 9 y la localidad de Aiguá.
- Ruta 38: sirve de conexión entre la ciudad de Maldonado y la zona de Punta Ballena y Portezuelo, además la conecta con la ruta Interbalnearia

### Servicio Aéreo
El aeropuerto Internacional de Laguna del Sauce, se encuentra ubicado 15 km al oeste de la ciudad, recibe vuelos desde las ciudades de Buenos Aires y Rosario en Argentina, y Porto Alegre y São Paulo en Brasil.

## Clima
La ciudad de Maldonado al igual que toda la costa atlántica, posee un Clima Oceánico (Cfb) en la Clasificación climática de Köppen, con veranos ligeramente cálidos e inviernos frescos. Las precipitaciones se reparten de forma homogénea a lo largo del año, por lo que no se puede hablar de una estación seca.
| Parámetros climáticos promedio de Maldonado(Uruguay) | Parámetros climáticos promedio de Maldonado(Uruguay) | Parámetros climáticos promedio de Maldonado(Uruguay) | Parámetros climáticos promedio de Maldonado(Uruguay) | Parámetros climáticos promedio de Maldonado(Uruguay) | Parámetros climáticos promedio de Maldonado(Uruguay) | Parámetros climáticos promedio de Maldonado(Uruguay) | Parámetros climáticos promedio de Maldonado(Uruguay) | Parámetros climáticos promedio de Maldonado(Uruguay) | Parámetros climáticos promedio de Maldonado(Uruguay) | Parámetros climáticos promedio de Maldonado(Uruguay) | Parámetros climáticos promedio de Maldonado(Uruguay) | Parámetros climáticos promedio de Maldonado(Uruguay) | Parámetros climáticos promedio de Maldonado(Uruguay) |
| Mes                                                  | Ene.                                                 | Feb.                                                 | Mar.                                                 | Abr.                                                 | May.                                                 | Jun.                                                 | Jul.                                                 | Ago.                                                 | Sep.                                                 | Oct.                                                 | Nov.                                                 | Dic.                                                 | Anual                                                |
| ---------------------------------------------------- | ---------------------------------------------------- | ---------------------------------------------------- | ---------------------------------------------------- | ---------------------------------------------------- | ---------------------------------------------------- | ---------------------------------------------------- | ---------------------------------------------------- | ---------------------------------------------------- | ---------------------------------------------------- | ---------------------------------------------------- | ---------------------------------------------------- | ---------------------------------------------------- | ---------------------------------------------------- |
| Temp. máx. media (°C)                                | 25.8                                                 | 25.6                                                 | 24.2                                                 | 21.3                                                 | 18.5                                                 | 15.3                                                 | 14.8                                                 | 15.3                                                 | 16.3                                                 | 18.6                                                 | 21.4                                                 | 24.4                                                 | 20.1                                                 |
| Temp. media (°C)                                     | 21.6                                                 | 21.6                                                 | 20.5                                                 | 17.8                                                 | 15.1                                                 | 12.3                                                 | 11.6                                                 | 11.8                                                 | 12.9                                                 | 15.1                                                 | 17.5                                                 | 20.0                                                 | 16.5                                                 |
| Temp. mín. media (°C)                                | 17.5                                                 | 17.7                                                 | 16.9                                                 | 14.3                                                 | 11.7                                                 | 9.4                                                  | 8.4                                                  | 8.3                                                  | 9.6                                                  | 11.6                                                 | 13.6                                                 | 15.7                                                 | 12.9                                                 |
| Precipitación total (mm)                             | 122                                                  | 116                                                  | 106                                                  | 99                                                   | 80                                                   | 75                                                   | 89                                                   | 86                                                   | 90                                                   | 100                                                  | 110                                                  | 112                                                  | 1185                                                 |
| Días de lluvias (≥ 0.1 mm)                           | 16                                                   | 13                                                   | 15                                                   | 14                                                   | 12                                                   | 10                                                   | 11                                                   | 10                                                   | 13                                                   | 13                                                   | 16                                                   | 16                                                   | 159                                                  |
| Horas de sol                                         | 316                                                  | 288                                                  | 290                                                  | 255                                                  | 227                                                  | 175                                                  | 190                                                  | 200                                                  | 230                                                  | 244                                                  | 275                                                  | 318                                                  | 3008                                                 |
| [cita requerida]                                     |                                                      |                                                      |                                                      |                                                      |                                                      |                                                      |                                                      |                                                      |                                                      |                                                      |                                                      |                                                      |                                                      |

## Deportes
El deporte más practicado en la población local es el fútbol, la Liga Mayor de Fútbol de Maldonado es una de las más importantes del fútbol del interior siendo la liga con más copas de la Copa Nacional de Clubes. En el profesionalismo desde el año 1995 participa uno de los clubes más antiguos del departamento el club Deportivo Maldonado S.A.D. en la ciudad es muy popular la práctica del fútbol 5. El centro deportivo cultural, símbolo de Maldonado, es el Campus Municipal de Maldonado. El Campus es un complejo deportivo que comparte la manzana con el Liceo Departamental de Maldonado y el Cuartel de Bomberos. Sus instalaciones se componen de una piscina olímpica, la primera en Sudamérica en construirse, una cancha de baloncesto y otra de frontón, todas techadas; junto a un estadio de fútbol. También hay tres canchas de tenis con un espacio de deportes de pista al aire libre.
También se practican infinidad de deportes, especialmente los relacionados al mar: Natación, pesca, regatas, surf, esquí acuático, windsurf, etc.
Para la Copa América 1995 de Fútbol, Maldonado fue una de las sedes, oportunidad en la que se construyó el estadio Domingo Burgueño Miguel, con capacidad para 25 000 espectadores sobre una cancha ya existente en el Campus Municipal. Cuenta con un campo de juego, instalaciones para la prensa con 100 accesos telefónicos individuales, una sala vip para 500 personas, y posibilidad de albergue de hasta cuatro delegaciones con salas de precalentamiento, masajes y gimnasio.
Desde 1989, el estadio es sede del Seven de Punta del Este, un torneo internacional de rugby 7 que integró la Serie Mundial de Rugby 7. También hay un número importante de practicantes de Taekwondo WTF federados a la Federación Uruguaya de Taekwondo, arte marcial coreano introducido al Uruguay por el Maestro Coreano Byung Sup Lee.

## Fernandinos destacados
- Juan Gorlero: empresario y político, primer intendente del departamento de Maldonado.
- José María Plá: político uruguayo, presidente interino de la República, en 1856.
- Dagoberto Fontes: futbolista, jugador de la Selección de fútbol de Uruguay, en el mundial México 1970.

## Ciudades hermanas
- La Plata, Argentina (1994)[8]
- Gramado, Brasil (1994)[9]
- Corvera de Asturias, España[10]
- Miami-Dade, Estados Unidos (1994)[11]
- Cancún, Quintana Roo, México [cita requerida]